# Rytigynia longicaudata
Rytigynia longicaudata là một loài thực vật có hoa trong họ Thiến thảo. Loài này được Verdc. miêu tả khoa học đầu tiên năm 1987.